# Міжштатна автомагістраль 45
Міжштатна автомагістраль 45(Interstate 45, I-45) — головна міжштатна магістраль, яка повністю розташована в американському штаті Техас. У той час як більшість міжштатних маршрутів, номери яких закінчуються на «5», є пересіченими маршрутами з півночі на південь, I-45 є порівняно коротким, і весь маршрут проходить у Техасі. Крім того, він має найкоротшу довжину з усіх міжштатних автомагістралей, які закінчуються на «5». Він з'єднує міста Даллас і Х'юстон, продовжуючи на південний схід від Х'юстона до Галвестона через Галвестонську дорогу до Мексиканської затоки.
I-45 замінив шосе США 75 (US 75) по всій його довжині, хоча частини US 75 залишалися паралельними I-45 до її ліквідації на південь від центру Далласа в 1987 році. На південному кінці I-45 шосе штату Техас 87 ( SH 87, колишня частина US 75) продовжується до центру Галвестона. Північний кінець знаходиться на I-30 у центрі Далласа, де US 75 використовував автостраду Гуд-Латимер. Коротке продовження, відоме кореспондентам дорожнього руху як I-45 над головою, підписане як частина US 75, і офіційно I-345, продовжується на північ до злиття з поточним кінцем US 75. Рух може використовувати State Highway Spur 366 (Spur 366, більш відомий у місцевості як шосе Вудол Роджерс), щоб з’єднатися з I-35E на північному кінці I-345.